# Dahlbuschbombe

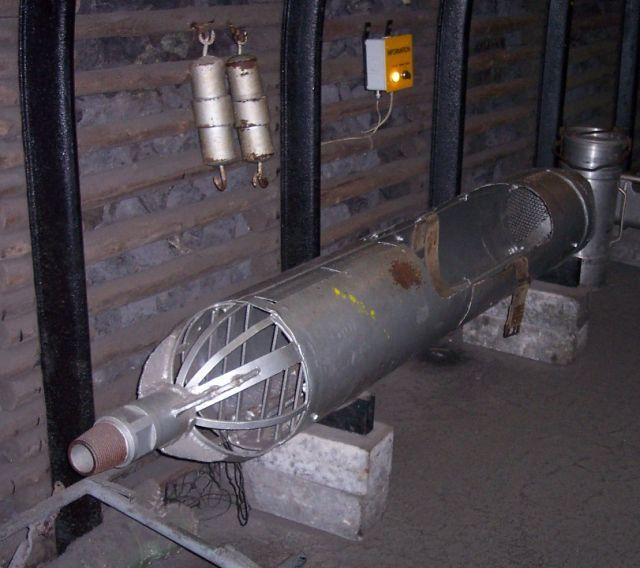
Dahlbuschbombe im Deutschen Bergbaumuseum

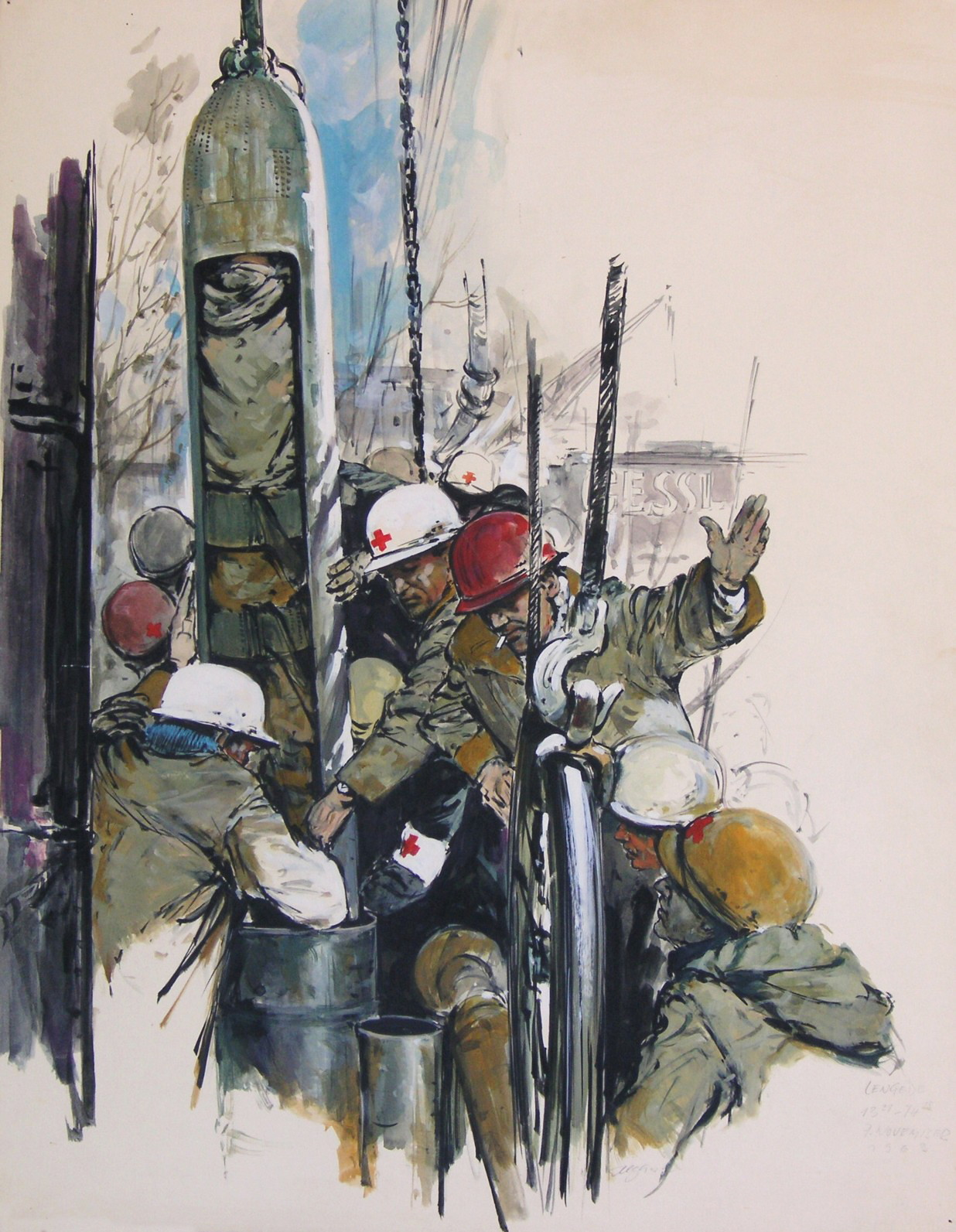
Einsatz der Dahlbuschbombe beim Wunder von Lengede, Gemälde von Helmuth Ellgaard, 1963

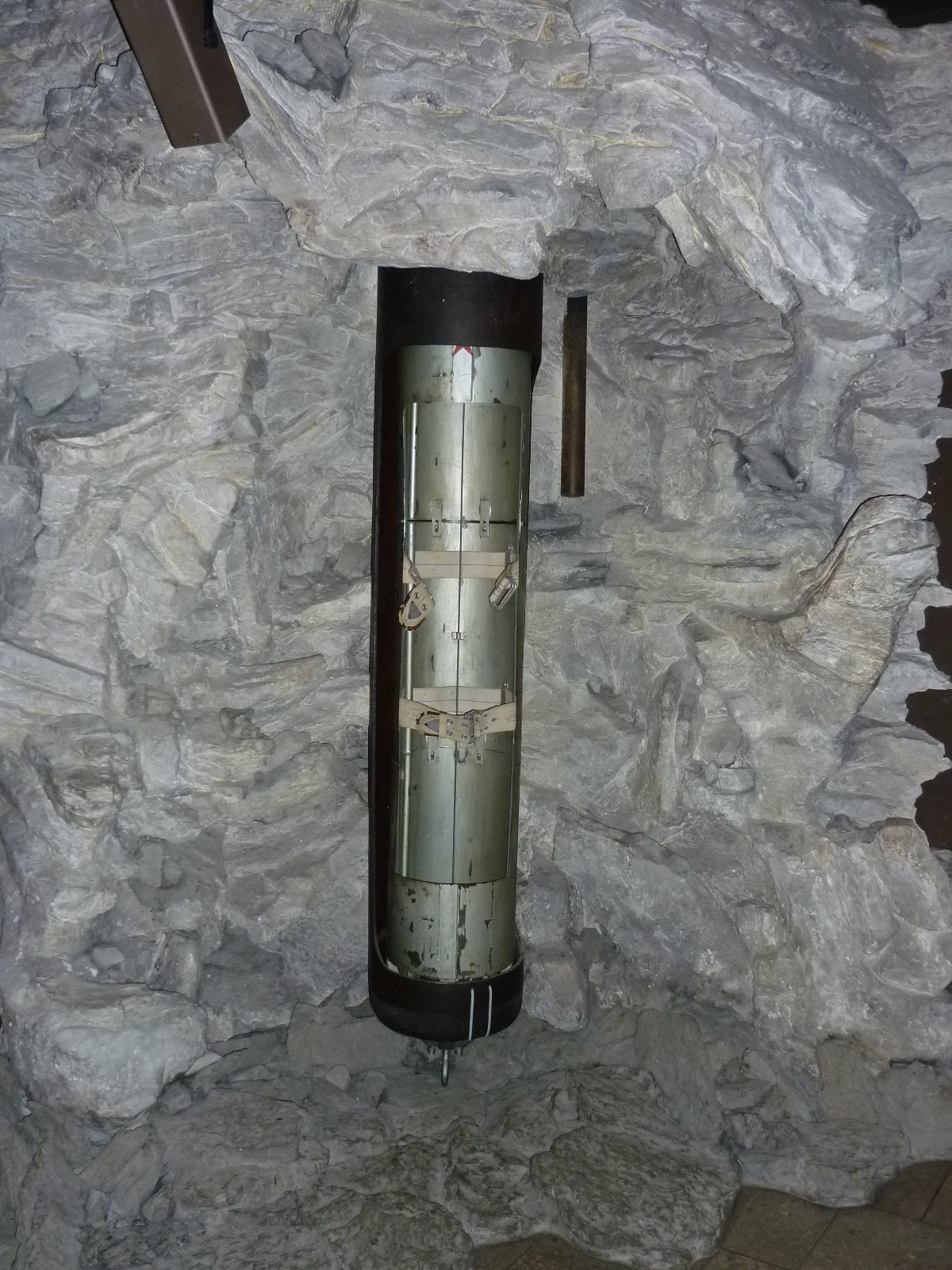
Die Originalbombe von Lengede in einer Grubennachbildung im Deutschen Museum in München

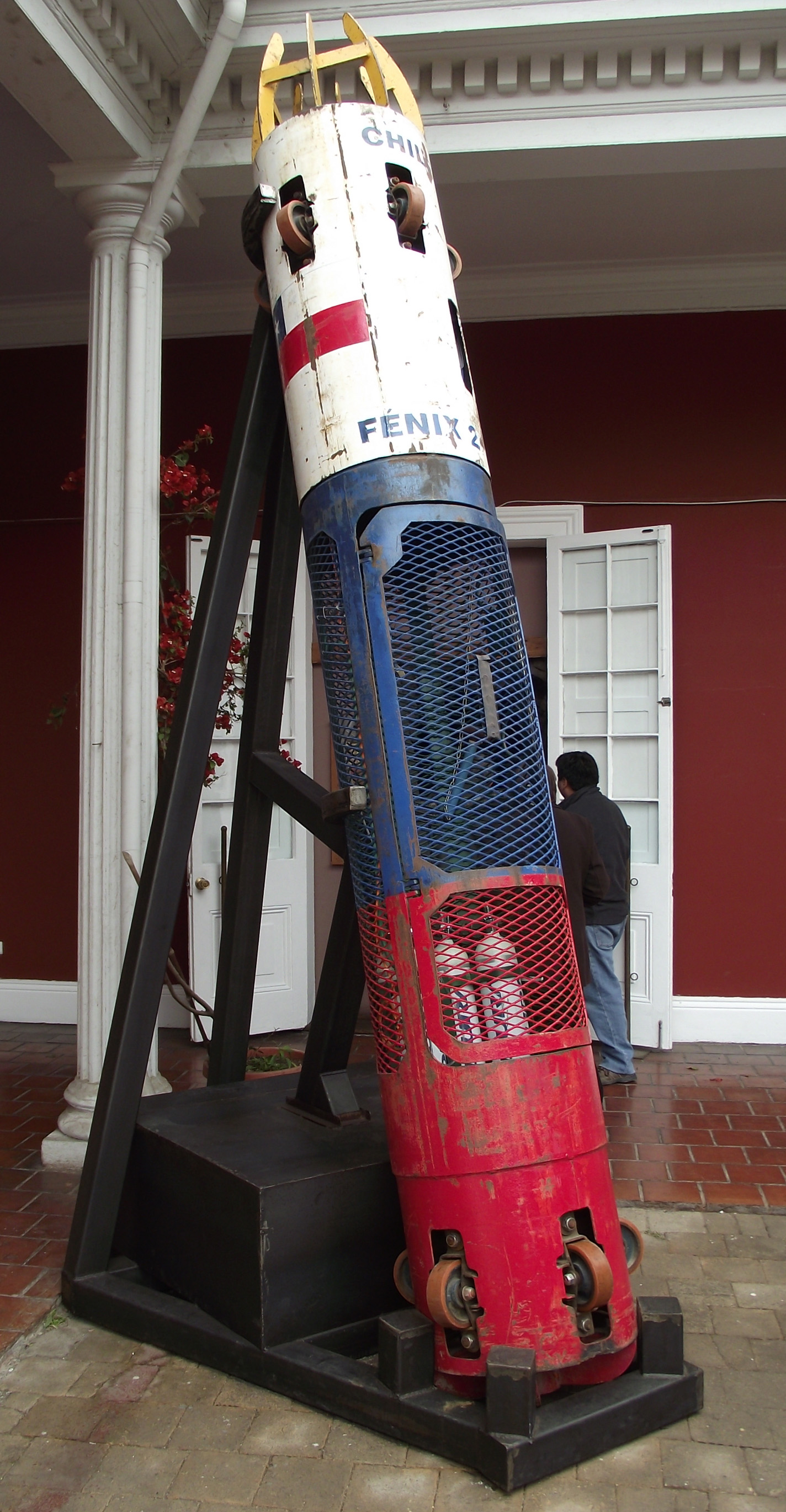
Die Rettungskapsel Fénix 2, ausgestellt in Copiapó, Chile

Die Dahlbuschbombe (auch Dahlbusch-Bombe oder Dahlbusch-Rettungsbombe) ist eine 2,5 Meter lange, torpedoförmige Rettungskapsel mit einem Durchmesser von 38,5 Zentimetern, die im Bergbau zur Rettung verschütteter Bergleute eingesetzt werden kann.

## Entwicklung
Die Stahlkapsel wurde im Mai 1955 binnen 5 Tagen aus unmittelbarem Anlass eines Unglücks auf der Zeche Dahlbusch in Gelsenkirchen-Rotthausen entwickelt. Der geringe Durchmesser von 38,5 Zentimetern erlaubte den Einsatz als Rettungsgerät ab Bohrdurchmessern von 40 Zentimetern. Die Erfindung war eine bergmännische Gemeinschaftsentwicklung auf der Zeche Dahlbusch. Es wurde nie ein Patent beantragt.
Ihren Namen erhielt die Dahlbusch-Bombe von der Presse aufgrund des an eine Bombe erinnernden Aussehens und mit Bezug zum ersten Einsatz auf der Zeche Dahlbusch.

## Einsätze
Seit ihrer Erfindung kamen die Dahlbuschbombe und ähnliche Rettungskapseln bei verschiedenen Grubenunglücken zum Einsatz:
- Erstmals eingesetzt wurde die Dahlbuschbombe auf der Zeche Dahlbusch. Dort wurden mit ihrer Hilfe drei Bergleute, die in einem Füllort zwischen der zehnten und elften Sohle durch einen eingestürzten Blindschacht eingeschlossen waren, nach fünf Tagen – am 12. Mai 1955 – durch eine 42 Meter lange senkrechte Bohrung von der elften Sohle nach oben aus 855 Meter Tiefe gerettet.
- Bei einem Grubenunglück in der Grube Gustav, am 13. November 1957, wurden zwei Bergleute nach 121 Stunden ebenfalls mit der Dahlbusch-Bombe gerettet.[4]
- Weitere Bekanntheit erlangte die Dahlbuschbombe am 7. November 1963, als mit ihr die Rettung von elf Bergleuten nach dem Grubenunglück von Lengede aus der Eisenerzgrube Mathilde gelang.
- Nach dem Grubenunglück von Lassing wurde 1998 ein Bergmann nach zehn Tagen mit einer Kapsel aus 60 m Tiefe herausgezogen.[5]
- Im Jahr 2002 wurden neun Bergleute nach einem massiven Wassereinbruch in der Quecreek-Mine, einem Kohlebergwerk in Lincoln Township, Somerset County, Pennsylvania, USA, in etwa 75 m Tiefe unter Tage eingeschlossen. Nach vier Tagen wurden sie durch eine Bohrung mittels einer Rettungskapsel gerettet, deren Design von der Dahlbuschbombe abgeleitet war.[6]
- Die beim Grubenunglück von San José 2010 verwendete Rettungs-Kapsel Fénix 2 war mit 53 cm Durchmesser deutlich geräumiger als die Dahlbusch-Bomben mit 38,5 cm Durchmesser. Sie wies aus ihrer Hülle teilweise vorstehend, nahe dem oberen und unteren Ende je einen Kranz aus je 5 gummierten Rollen mit geschätzt 15 cm Durchmesser auf, um die Bohrung mit 66 cm Durchmesser zu schonen. Es wurden etwa 700 m Weg mit 6 Rettern und 33 Eingeschlossenen überwunden.